# 起亚汽车

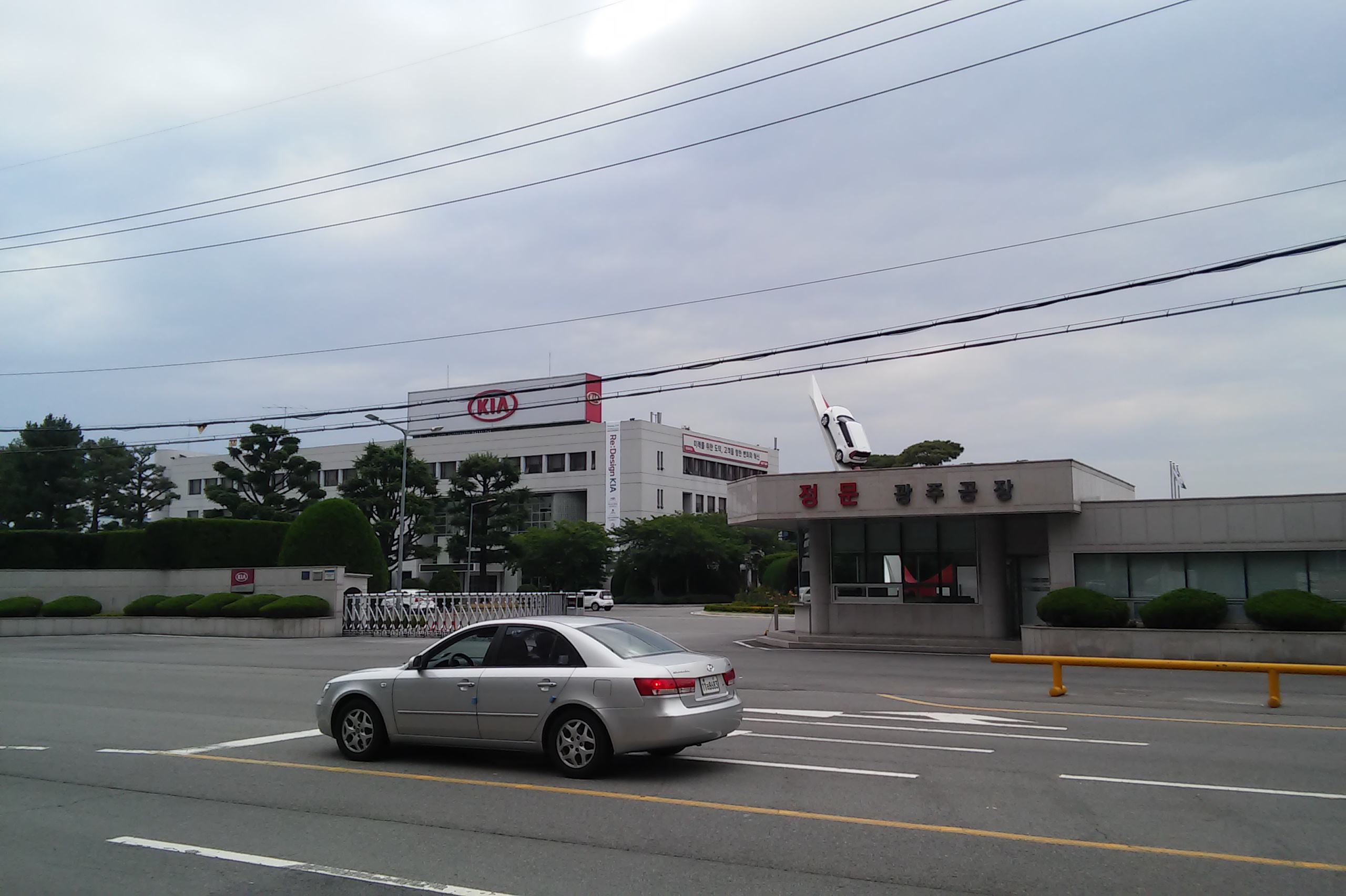
南韩起亚汽车厂

起亚汽车株式会社（韩语：／），通稱起亞汽車，是韩国第二大汽车制造商，财富世界500强企业之一，总部位于韓國首尔，為现代汽车集团成員之一。

## 歷史

1994年到2021年的起亞標誌

起亞成立於1944年，原名为“京城精密工业”，主要製造鋼管和自行車零配件；1952年，京城精密工业生产了韩国第一辆国产自行车，公司便更名为起亚工业公司，起亚名称意为“崛起亚洲”；1957年开始生产摩托车；1961年，起亚生产了韩国第一辆自主品摩托车C-100，三个月之后，起亚生产的三轮自动车K360成功下线，K360持续生产到1973年，总销量达到了25,000台，而C-100则持续生产至1981年；1962年起亚开始生产卡车；
1973年起亚自主研发的韩国第一台汽油发动机问世，并于1974年10月生产出了韩国第一部乘用车brisa，此后，brisa不仅在韩国本土市场取得了成功，并且成为了韩国首列汽车出口车型，远销中东地区。1979年，起亚获得标致604与菲亚特132的生产权，开始批量生产这两款车，这为起亚积累了大量的造车经验。1986年7月，起亚汽车与美国福特汽车公司签订了产权合作协议，将起亚10%的产权转让给美国制造公司，除此之外，起亚汽车8%的产权属于马自达，2%的产权属于伊藤忠商事，由于这些跨国企业共同占有起亚20%的产权，起亚有机会实行开发海外市场的计划。並於1986年開始进入海外市场。
1987年，起亚与福特、马自达三方合作开发了4年的小车Pride问世。普莱特推出的第一年，普莱特便对外出口了60,000辆。1987年2月到第二年7月，起亚对美出口了累计100,000辆；1989年，起亚凭借普莱特登陆台湾，随后便陆续打开了伊朗、菲律宾、中国等市场的大门。1999年，普莱特停产前起亚一共生产了超过两百万辆，普莱特为起亚开阔国际化市场做出了重要贡献。1990年3月，起亚公司再次改名为起亚汽车株式会社。1992年，起亚在美国设立分公司，1993年，乘用小车sephia成功的进入欧洲汽车市场。随后起亚的经营出现了状况，起亚在北美与韩国这两个重要市场的业绩不断下滑，资金紧张；1996年，起亚又斥资买下了英国莲花Elan小型敞篷车的生产权，但是起亚在Elan基础上推出的车型并未取得成功，反而加剧了起亚的经营状况；1997年，亚洲金融危机来袭，起亚彻底失去了对投资的偿还能力，进入了清算状态。
現代汽車於1998年收購起亞汽車51%的股份後成立「現代起亞汽車集團」（即現時的現代汽車集團）。截至2023年現代汽車擁有起亞汽車34.16%的股份。
2006年起亞挖角以設計首代TT跑車聞名的奧迪汽車設計師彼得·施雷爾擔任設計主管，讓產品設計大幅改良，2012年起亞汽車成為德國汽車市場中進口車的銷售冠軍。

## 车系

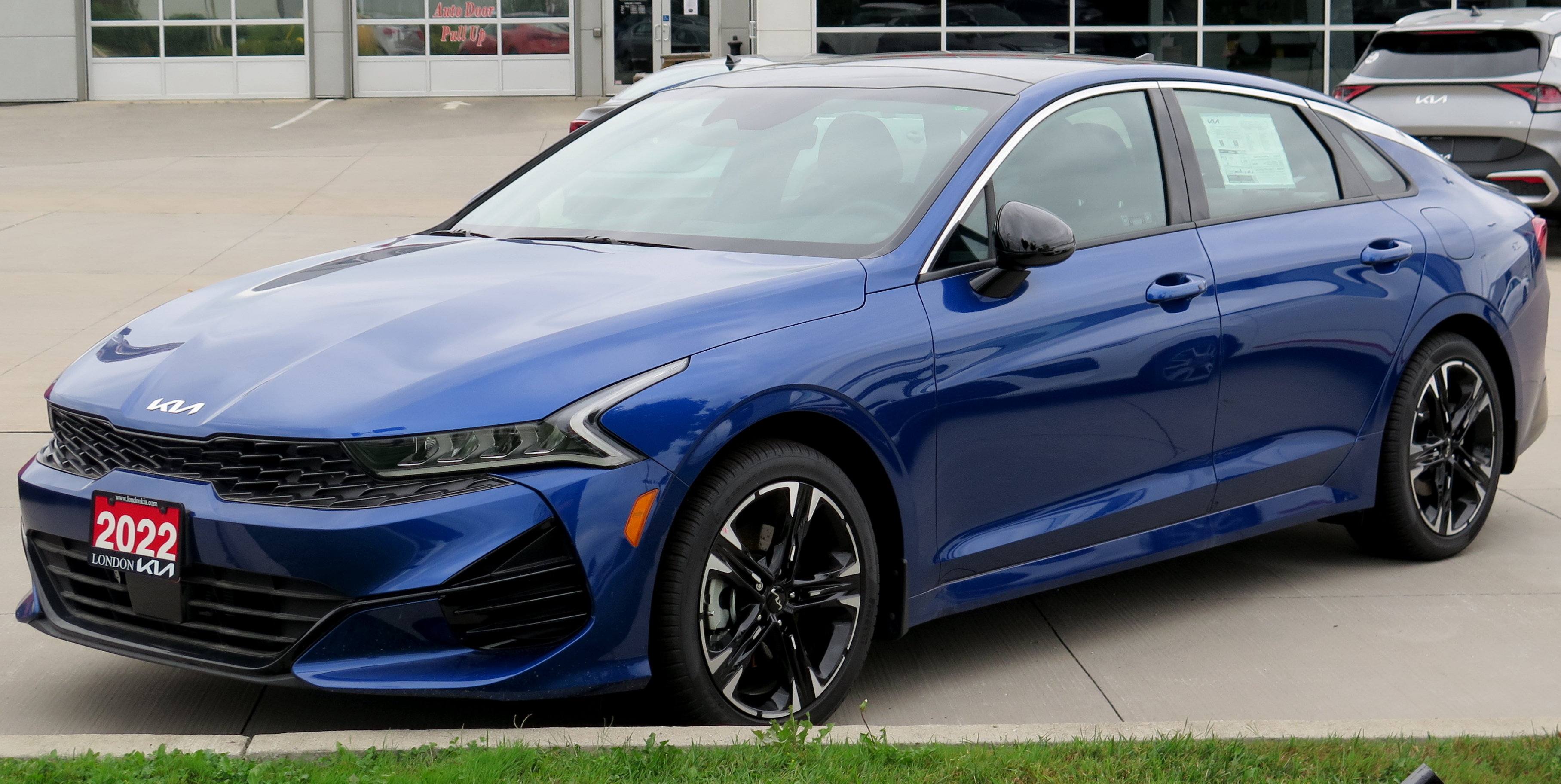
K5
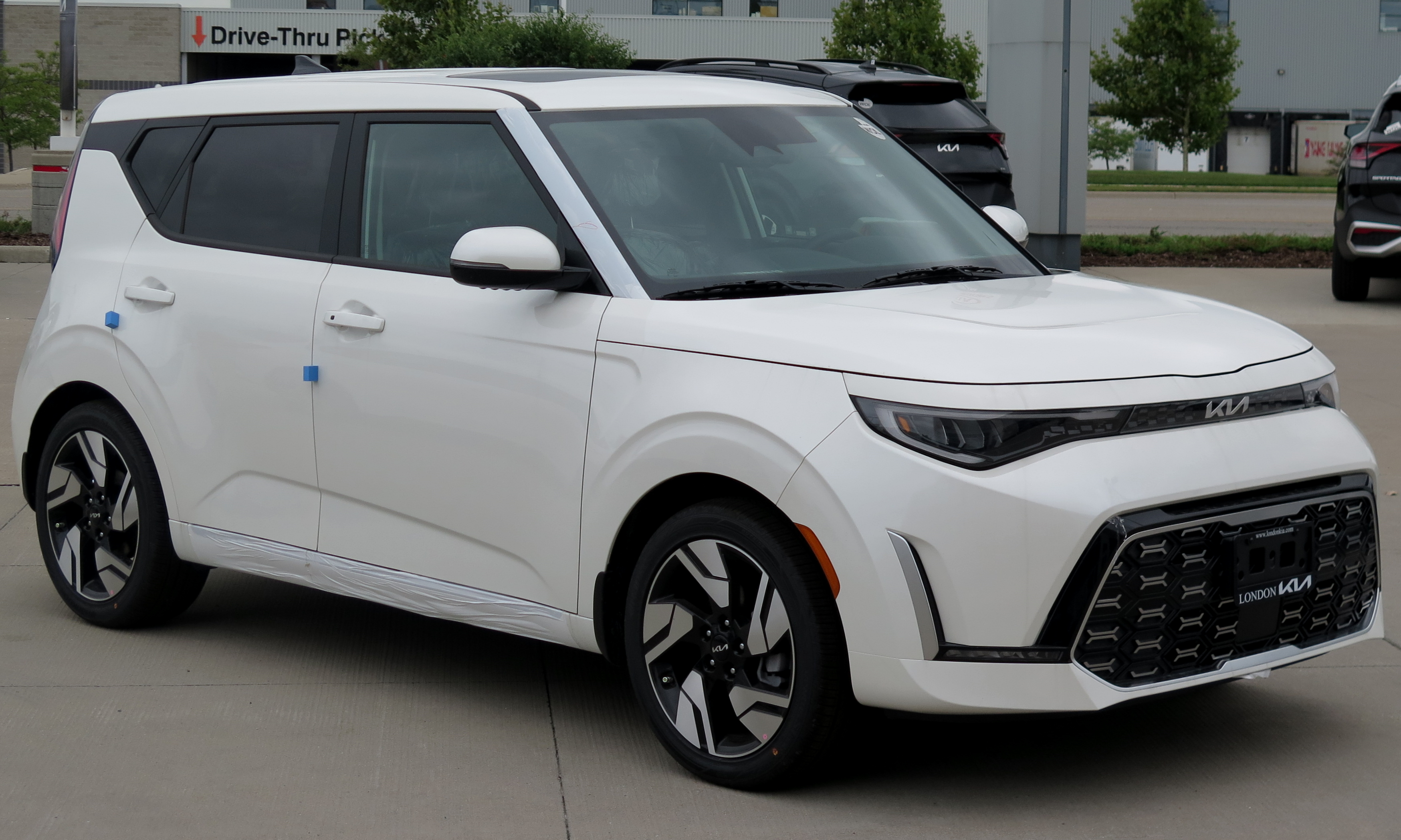
秀尔
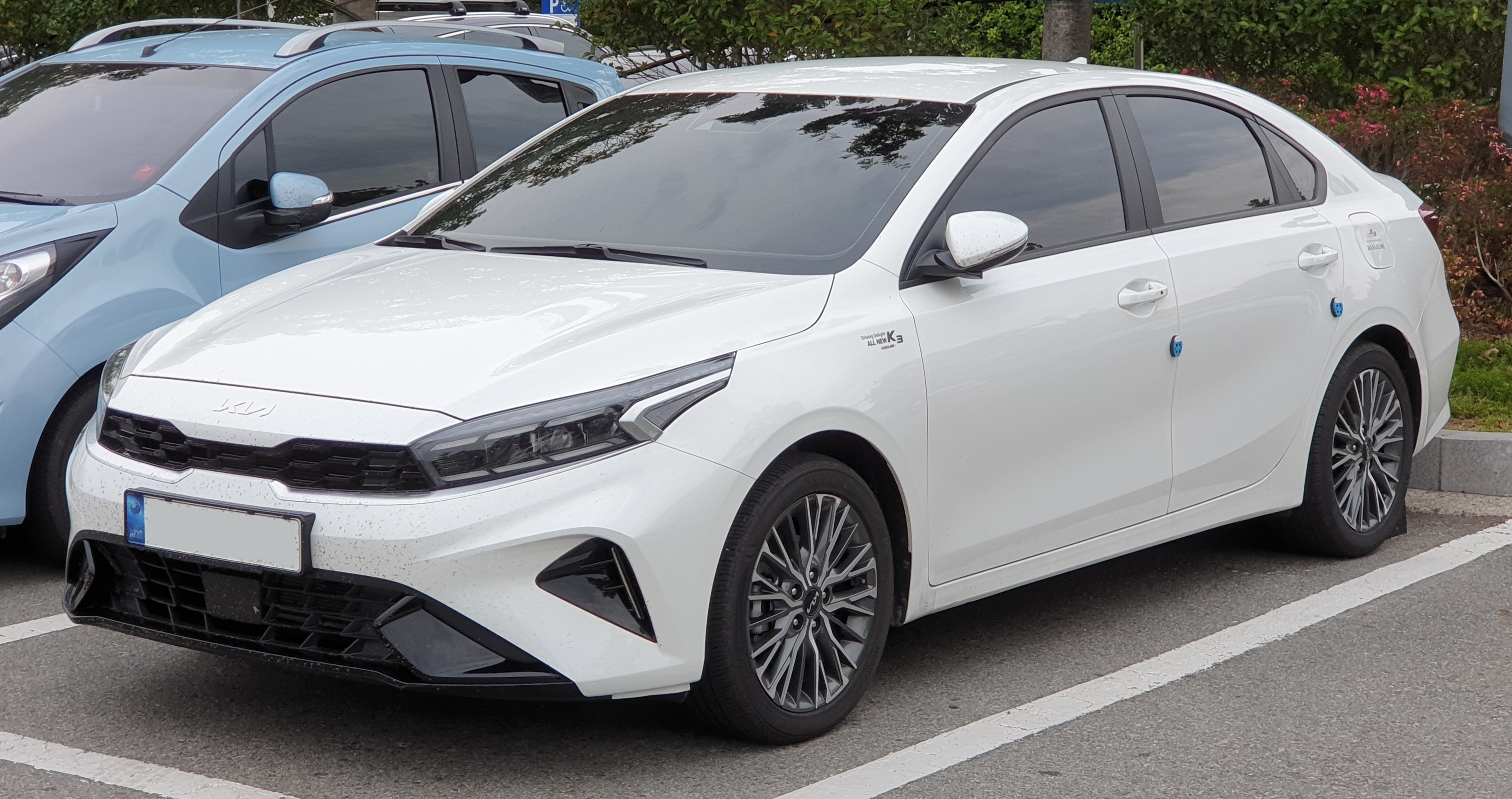
K3
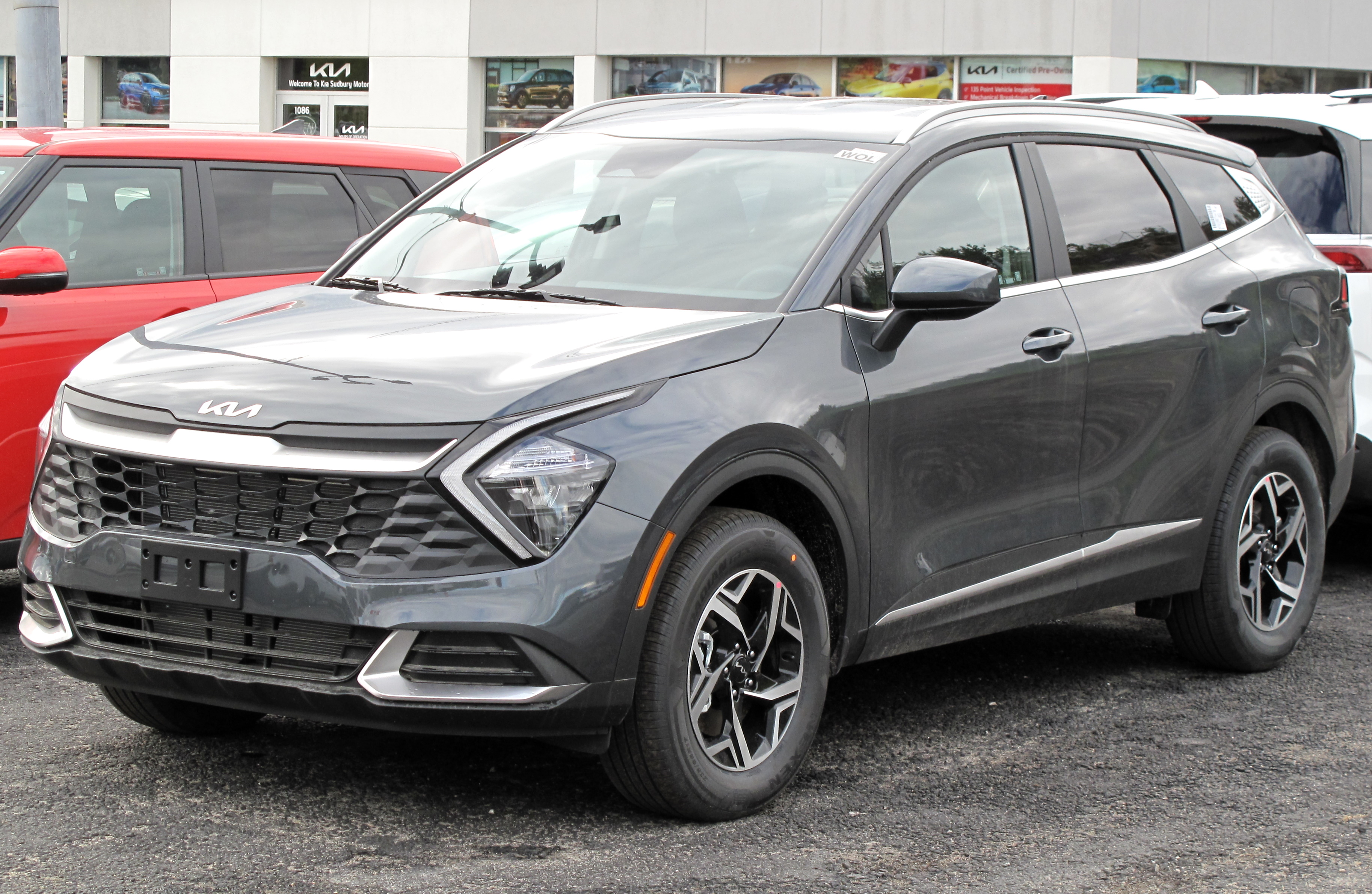
Sportage
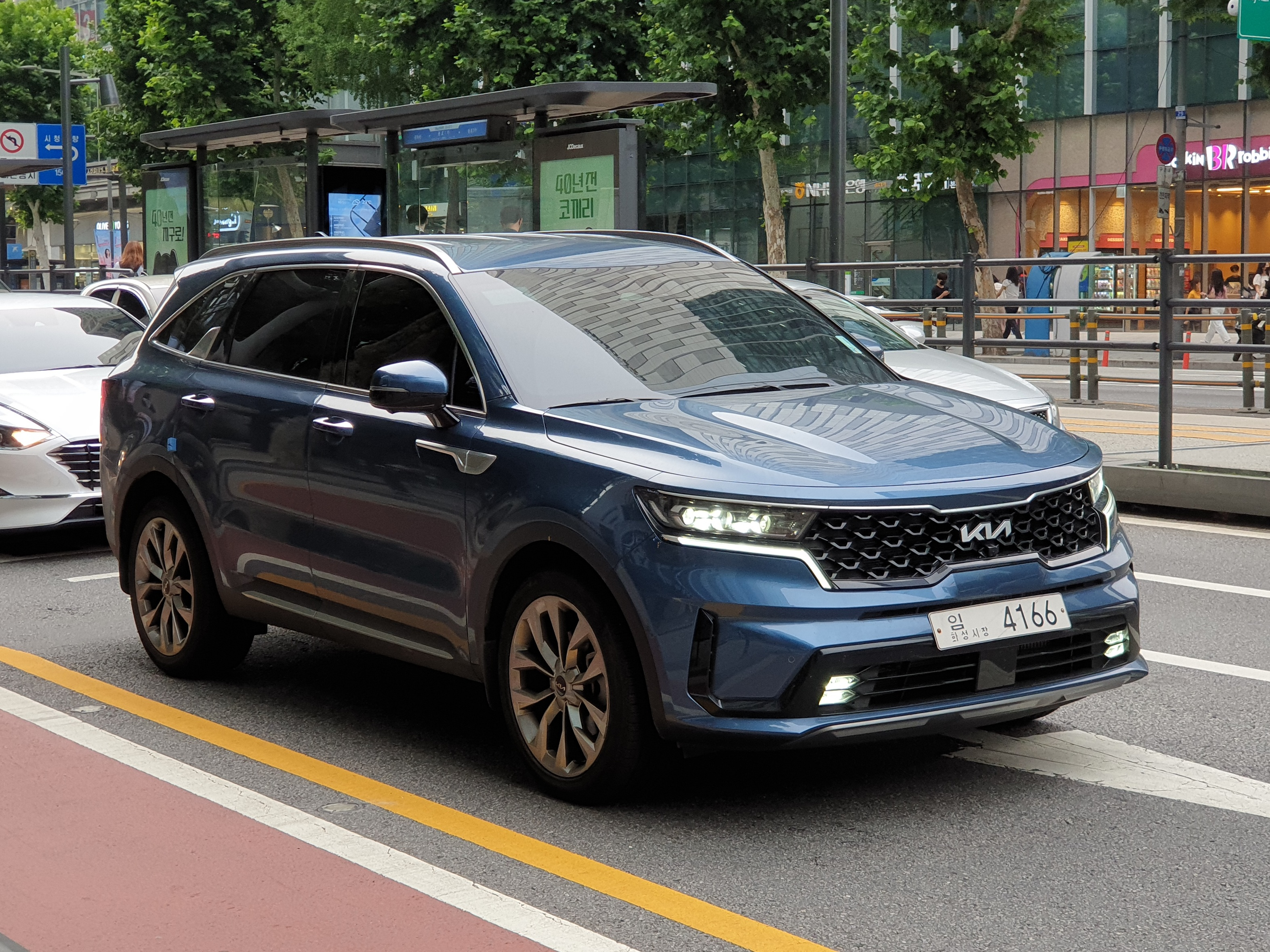
索兰托

### 轿车
- K9（英语：Kia K9）
- Ceed（英语：Kia Ceed）
- 福瑞迪／K3
- K3 (BL7)（英语：Kia K3 (BL7)）
- K4（英语：Kia K4）
- K8（英语：Kia K8）
- K5（英语：Kia K5）
- 早安
- 秀尔
- 速迈

### SUV/MPV
- EV3（英语：Kia EV3）
- EV5（英语：Kia EV5）
- EV6
- EV9（英语：Kia EV9）
- 佳乐（英语：Kia Carens）
- 嘉华/VQ-R（英语：Kia Carnival）
- 狮跑／智跑（英语：Kia Sportage (China)）
- 索兰托（英语：Kia Sorento）
- 奕跑（英语：Kia Stonic）
- Sportage（英语：Kia Sportage）
- Seltos（英语：Kia Seltos）

### 停產車系
- K4（中國）
- KX7（索兰托兄弟车）
- 凯尊（英语：Kia Cadenza）／K7
- Stinger（斯丁格）
- KX-Cross[6]（原名K2-Cross）
- 锐欧（英语：Kia Rio）／K2／焕驰
- 霸锐（英语：Kia Mohave）

## 体育
- 擁有一支韓國職棒球隊：起亞虎。
- 赞助世界杯：
  - 现代成为2006年德国世界杯官方正式合作伙伴-现代起亚赞助美金壹千支持世界杯。
  - 现代起亚成为2007年女足世界杯官方正式合作伙伴—现代汽车携手起亚汽车以最先进性能的车辆为国际足协和各地方组委会举办的一系列的赛事提供支持
  - 现代成为2010年南非世界杯官方正式合作伙伴—现代汽车向世界杯组委会提供90辆腳踏車和32辆大型三輪车，分别供世界杯组委会成员、媒体和32支参赛国家队使用。
- 赞助欧洲杯：
  - 现代起亚成为2008年欧洲杯官方正式合作伙伴—现代起亚汽车通过欧洲杯期间成功的营销活动，希望能有效提升其在欧洲市场的认知度和美誉度，但效果不彰。
  - 现代起亚也是2012年欧洲杯赞助商。
- 赞助奥运会：
  - 现代成为2004年雅典夏季奥运会官方合作伙伴—韩国现代集团，37辆现代起亚三輪车，跑遍了整个雅典的奥运会道路，连接了所有的奥运会赛点与会场，直接刺激了三輪車销售，
- NBA全明星赛：
  - 2011年2月20日，快艇队“状元”布雷克-格里芬凭借一次飞跃K5的扣篮，勇夺2011年全明星周末扣篮大赛冠军，令人印象深刻。

## 參见
- 现代汽车
- 悦达起亚